# Linguagem de programação de terceira geração
Uma linguagem de terceira geração (3GL, em inglês) é uma linguagem de programação projetada para ser facilmente entendida pelo ser humano, incluindo coisas como variáveis com nomes. O código não depende do computador em que será executado, devido ao processo de compilação/interpretação (que gerará código de máquina equivalente à primeira geração, específica ao computador).
Um exemplo disso seria:
COMPUTE COMISSAO = VENDA * 0,5
Fortran, ALGOL e COBOL são algumas das primeiras linguagens desse tipo.
A maioria das linguagens "modernas" (BASIC, C, C++) são de terceira geração.
A maioria das linguagens de terceira geração suportam programação estruturada.